# Diego Campos (futbolista)
Diego de Jesús Campos Ballestero (San José, 1 de octubre de 1995) es un futbolista costarricense que juega como mediocentro ofensivo en la L. D. Alajuelense de la Primera División de Costa Rica.

## Trayectoria

### Chicago Fire
El 19 de enero de 2018, Campos fue seleccionado por el Chicago Fire en el SuperDraft de la MLS 2018. Fichó por el club el 28 de febrero de 2018. Fue enviado a préstamo el 10 de agosto de 2018 al Indy Eleven de la USL, aunque por una lesión en la rodilla no jugó con el equipo.
Campos debutó profesionalmente en la MLS el 31 de marzo de 2018, en el empate 2-2 ante los Portland Timbers.

### Indy Eleven
Chicago Fire cesó a Diego Campos al Indy Eleven el 10 de agosto de 2018.

### Chicago Fire
Regresa al equipo de Chicago Fire el 15 de octubre del 2018 y culminar con el club teniendo una participación completa de 38 partidos, 2 goles y 1 asistencia.

### F. K. Jerv
El 24 de febrero de 2020 es jugador del FK Jerv de la Primera División de Noruega, utilizando la dorsal 9.
El FK Jerv terminó la temporada 2021 en la posición 3° con 54 puntos, teniendo que enfrentarse en las eliminatorias del descenso de la Eliteserien contra el equipo SK Brann, Diego Campos con una gran participación, marcó doblete, y una asistencia, llegando a definir la serie en tanda de penales, en el que Campos logró marcar, el encuentro finalizó con victoria 11-12.
Diego Campos tuvo una gran participación destacada, logrando sumar con el FK Jerv en la temporada con 50 partidos, 16 goles y 9 asistencias, obteniendo también para su equipo el pase para seguir luchando la Eliteserien en 2022, culminando su participación con el FK Jerv.

### Degerfors I. F.
El 8 de enero de 2022, se hace oficial su contrato con el Degerfors IF que milita la liga Allsvenskan utilizando la dorsal 8.

### L. D. Alajuelense
El 31 de diciembre de 2023, se oficializó su fichaje a la L. D. Alajuelense por un contrato hasta 2025.

## Selección nacional
El 2 de junio de 2023, se oficializó la convocatoria para los partidos amistosos y la competición de la Copa de Oro de la Concacaf 2023, en el que Diego estuvo dentro de la convocatoria. El 15 de junio, Costa Rica se enfrentó en un partido amistoso contra Guatemala, Campos tuvo su debut y fue alineado como titular, siendo sustituido al inicio de la parte complementaria por la derrota 0-1. Cinco días después, Diego Campos no vio minutos ante Ecuador, por la derrota 3-1. Diego no tuvo minutos por la Copa Oro contra las selecciones de Panamá (derrota 1-2) y El Salvador (empate 0-0). El 4 de julio, Diego debutó ante Martinica, ingresando al minuto 75, al minuto 89, Diego realizaba su primera anotación con la selección con una celebración eufórica, el encuentro finalizó con la victoria 6-4, logrando clasificar a octavos de final en la segunda posición de la fase de grupos. Cuatro días después, Diego Campos se mantuvo en el banco de suplencia contra México quedando eliminados de la competición con la derrota 2-0.

#### Participaciones internacionales
| Evento                          | Sede                    | Resultado        | Partidos | Goles |
| ------------------------------- | ----------------------- | ---------------- | -------- | ----- |
| Copa de Oro de la Concacaf 2023 | Estados Unidos · Canadá | Cuartos de final | 1        | 1     |

## Estadísticas

### Clubes
Actualizado al último partido jugado el 12 de enero de 2024.
| Club                           | Div.          | Temporada     | Liga  | Liga  | Liga   | Copas nacionales | Copas nacionales | Copas nacionales | Copas internacionales | Copas internacionales | Copas internacionales | Total | Total | Total  |
| Club                           | Div.          | Temporada     | Part. | Goles | Asist. | Part.            | Goles            | Asist.           | Part.                 | Goles                 | Asist.                | Part. | Goles | Asist. |
| ------------------------------ | ------------- | ------------- | ----- | ----- | ------ | ---------------- | ---------------- | ---------------- | --------------------- | --------------------- | --------------------- | ----- | ----- | ------ |
| Chicago Fire Estados Unidos    |               |               |       |       |        |                  |                  |                  |                       |                       |                       |       |       |        |
| 1.ª                            | 2018          | 23            | 1     | 1     | 3      | 1                | 0                | —                | —                     | —                     | 26                    | 2     | 1     |        |
| 1.ª                            | 2019          | 10            | 0     | 0     | 1      | 0                | 0                | —                | —                     | —                     | 11                    | 0     | 0     |        |
| Total club                     | Total club    | 33            | 1     | 1     | 4      | 1                | 0                | 0                | 0                     | 0                     | 37                    | 2     | 1     |        |
| FK Jerv · Noruega              |               |               |       |       |        |                  |                  |                  |                       |                       |                       |       |       |        |
| 2.ª                            | 2019-20       | 16            | 5     | 1     | —      | —                | —                | —                | —                     | —                     | 16                    | 5     | 1     |        |
| 2.ª                            | 2020-21       | 32            | 10    | 8     | 2      | 1                | 0                | —                | —                     | —                     | 34                    | 11    | 8     |        |
| Total club                     | Total club    | 48            | 15    | 9     | 2      | 1                | 0                | 0                | 0                     | 0                     | 50                    | 16    | 9     |        |
| Degerfors IF · Suecia          |               |               |       |       |        |                  |                  |                  |                       |                       |                       |       |       |        |
| 1.ª                            | 2021-22       | 29            | 5     | 5     | 2      | 2                | 2                | —                | —                     | —                     | 31                    | 7     | 7     |        |
| 1.ª                            | 2022-23       | 27            | 6     | 4     | 3      | 0                | 1                | —                | —                     | —                     | 30                    | 6     | 5     |        |
| Total club                     | Total club    | 56            | 11    | 8     | 5      | 2                | 3                | 0                | 0                     | 0                     | 61                    | 13    | 12    |        |
| L. D. Alajuelense · Costa Rica |               |               |       |       |        |                  |                  |                  |                       |                       |                       |       |       |        |
| 1.ª                            | 2023-24       | 1             | 0     | 0     | —      | —                | —                | 0                | 0                     | 0                     | 1                     | 0     | 0     |        |
| Total club                     | Total club    | 1             | 0     | 0     | 0      | 0                | 0                | 0                | 0                     | 0                     | 1                     | 0     | 0     |        |
| Total carrera                  | Total carrera | Total carrera | 138   | 27    | 19     | 11               | 4                | 3                | 0                     | 0                     | 0                     | 149   | 31    | 22     |
| 1. Fuente:Transfermarkt        |               |               |       |       |        |                  |                  |                  |                       |                       |                       |       |       |        |

#### Goles internacionales
| Núm. | Fecha              | Lugar                                    | Rival     | Gol | Resultado | Competición                     |
| ---- | ------------------ | ---------------------------------------- | --------- | --- | --------- | ------------------------------- |
| 1    | 4 de julio de 2023 | Red Bull Arena, Harrison, Estados Unidos | Martinica | 6-3 | 6-4       | Copa de Oro de la Concacaf 2023 |

## Palmarés

### Títulos nacionales
| Título               | Club              | País       | Año  |
| -------------------- | ----------------- | ---------- | ---- |
| Recopa de Costa Rica | L. D. Alajuelense | Costa Rica | 2024 |

### Títulos internacionales
| Título                           | Club              | Sede     | Año  |
| -------------------------------- | ----------------- | -------- | ---- |
| Copa Centroamericana de Concacaf | L. D. Alajuelense | Alajuela | 2024 |

### Distinciones individuales
| Distinción                                                            | Año  |
| --------------------------------------------------------------------- | ---- |
| Máximo goleador de la Copa Centroamericana de Concacaf 2024 (6 goles) | 2024 |
| Mejor jugador de la Copa Centroamericana de Concacaf 2024             | 2024 |
| Once ideal de la Copa Centroamericana de Concacaf 2024                | 2024 |